# American Idiot
American Idiot är musikgruppen Green Days sjunde studioalbum, släppt den 20 september 2004 genom Reprise Records. Albumet gjorde världssuccé, med över 13 miljoner skivor sålda, och blev en comeback för Green Day, som tidigare främst förknippats med sin musik från 1990-talet. Singeln "Boulevard of Broken Dreams" blev en stor hit. I Sverige har albumet sålts i över 60 000 exemplar (platina).

## Låtlista
All sångtext är skriven av Billie Joe Armstrong, om inget annat anges, alla låtar är komponerade av Green Day.
| 1. | American Idiot | 2:54 |
| 2. | Jesus of Suburbia I. Jesus of Suburbia II. City of the Damned III. I Don't Care IV. Dearly Beloved V. Tales of Another Broken Home | 9:08 |

| 3. | Holiday                    | 3:52 |
| 4. | Boulevard of Broken Dreams | 4:20 |
| 5. | Are We the Waiting         | 2:42 |
| 6. | St. Jimmy                  | 2:56 |

| 7.  | Give Me Novacaine              | 3:25 |
| 8.  | She's a Rebel                  | 2:00 |
| 9.  | Extraordinary Girl             | 3:33 |
| 10. | Letterbomb                     | 4:05 |
| 11. | Wake Me Up When September Ends | 4:45 |

| 12. | Homecoming I. The Death of St. Jimmy II. East 12th St. III. Nobody Likes You (Mike Dirnt) IV. Rock and Roll Girlfriend (Tré Cool) V. We're Coming Home Again | 9:18 |
| 13. | Whatsername | 4:14 |

## Parodi
- "Weird Al" Yankovic har gjort en parodi på låten, med titeln "Canadian Idiot". Den finns på Straight Outta Lynwood.